# Ovansjö
För Ovansjö i Gästrikland, se Ovansjö socken, i Medelpad se Ovansjö, Sundsvalls kommun
Ovansjö är en småort i Borgsjö socken i Ånge kommun i Medelpad.
Där finns Storvåln, en badplats, samt tre olika forsar kopplade till Ljungan. Ovansjö (Offansijo) har omnämnts kring 1500-talets början alternativt mitt. Ovansjö skola var i drift från 1912 fram till 1900-talets mitt. Numera används den mest för uthyrning för olika evenemang.

## Personer från orten
En av Sveriges tidigare förbundskaptener i fotboll, Lars Lagerbäck, är uppvuxen här.